# Monotes glandulosus
Monotes glandulosus är en tvåhjärtbladig växtart som beskrevs av Jean Baptiste Louis Pierre. Monotes glandulosus ingår i släktet Monotes och familjen Dipterocarpaceae. Inga underarter finns listade i Catalogue of Life.